# Rómer István
Rómer István (Nagysáros, 1788. december 26. – Bécs, 1842) – gyógyszerész, gyufagyáros, az általános és speciális kémia egyik magyarországi úttörője. A köztudatban úgy szerepel a neve, mint aki „potom összegért” megszerezte Irinyi Jánostól a zajtalan gyufa receptjét, és abból aztán meggazdagodott, ez azonban ebben a formában nem tekinthető helytállónak, ráadásul ennél lényegesen tartalmasabb és értékesebb életpályát tudott maga mögött.

## Élete
1788. december 26-án született a felvidéki Nagysároson. Régi nemesi családból származott, a család a kisenyickei nemesi előnevet viselte; apja sátoraljaújhelyi ügyvéd volt, bár különösebb vagyonnal nem rendelkezett. Ő maga elemi és középiskoláit ugyancsak Sátoraljaújhelyen végezte; élénk esze, jó felfogása és a természettudományok iránti érdeklődése folytán a szülei a gyógyszerészi pálya felé indították el. Három évet töltött gyakornokként a kisváros gyógyszertárában, majd újabb három évet dolgozott Kassán, hasonló munkakörben mint nem okleveles segéd.
A segédévei alatt megtakarított pénzén 1808-ban Bécsbe ment, hogy gyógyszerészeti egyetemi tanulmányokat folytathasson és oklevelet szerezhessen. Tőkéje hamar elfogyott, ezért itt is segédnek állt dr. Scharinger József gyógyszertárába, majd 1809-ben beiratkozott a bécsi tudományegyetemre. Oklevelét 1814-ben szerezte meg, magister pharmaciae (gyógyszermester) minősítéssel. Ugyanebben az évben kötött házasságot is, feleségül véve egy bárókisasszonyt, akinek grófnői rangú anyja egy év múlva meghalt, így a házaspár nagy vagyonra tett szert. Rómer ebből a pénzből saját patikát szeretett volna nyitni, de ez az álma szertefoszlott, pénze nagy részét ugyanis bécsi üzérek elsikkasztották.
Rómer ezt követően egy rövid ideig – a napóleoni harcok lezárultáig – tábori gyógyszerésznek szegődött, majd visszatért Scharinger gyógyszertárába, ahol szabad idejében kémiai kísérleteket folytatott, többek között a Franciaországban megismert mártógyufa fejlesztésére. Bécsben ő alapította az első mártógyufagyárat, 1822-ben alapított üzeme rövidesen 200 főt foglalkoztató gyárrá vált. A gyufa mellett más vegyi anyagokat is gyártott, így például a fertőtlenítésre akkoriban kiterjedten használt, és először Kitaibel Pál által előállított klórmész nagyipari előállításával is foglalkozott. Üzeme gyártott kálium-hipokloritot tartalmazó fehérítő- és fertőtlenítőszert is.
1827-ben szabadalmaztatta a petróleum kénsavval való tisztítási eljárását, és foglalkozott egy, 1823-ban, Johann Wolfgang Döbereiner gyógyszerész professzor által feltalált gyújtószerszám (a mai öngyújtó őse) tökéletesítésével. Mintegy 20 különböző szabadalma közül gyógyszerészetileg jelentős még a fogászati szájöblítőszerekben használatos kálium-klorát előállítására kidolgozott, a korábbiaknál gazdaságosabb eljárása.
1835-ben megpróbálkozott foszforos gyufa gyártásával is, a következő évben pedig értesült az akkor 19 éves Irinyi János találmányáról, ezért személyesen kereste fel 30 évvel fiatalabb kollégáját. Az életkori különbség ellenére barátság alakult ki köztük, Irinyi azt is vállalta, hogy magyarra tanítja Rómerék lányát. Rómer egyúttal megvásárolta Irinyitől annak találmányát , a kapott pénzből pedig a fiatal tudós az akadémiai tanulmányait finanszírozta.
Rómer Bécsben előkelő magyar nemesként élt, és nagy háztartást vitt, estélyein olyan rangos művészek fordultak meg, mint ifjabb Johann Strauss zeneszerző vagy Franz Grillparzer költő. Leánya esküvőjén akkora tűzijátékot szervezett, amekkorát még nem látott a császárváros, de szociális érzékéről is többször tett tanúbizonyságot: munkásjóléti intézményeket és ingyenes gyermekkórházat létesített Bécs Wieden nevű külvárosában, ez utóbbi kórház vezetésével a vejét bízta meg.
Hirtelen hunyt el: 1842. július 30-án, villájának renoválása közben az állványzat összedőlt, és a terasz leomlott, ami maga alá temette. Haláláról megemlékezett a Wiener Zeitung – méltatva munkásságát a vegyipar, főként a gyufaipar megteremtése terén –, illetve a magyarországi Világ című politikai lap is.
Régi tudománytörténeti könyvekben (pl. Hankó Vilmos: Magyar találmányok és feltalálók, 1913.), sőt életrajzi regényekben (Gedényi Mihály: Hatvan forint. A gyufa regénye. 1930.; Nyárády Gábor: A láng fellobban [Irinyi életrajza]. 1954.) is úgy szerepel, mint dúsgazdag kereskedő, aki csekély befektetéssel szerezte meg az Irinyi-féle biztonsági gyufa receptjét. „Rehabilitálását” a tudománytörténet számára elsősorban Lósy-Schmidt Ede, Szathmáry László és Táplányi Endre végezte el.

## Munkássága
Rómer idejében a Franciaországban 1805-1810 körül kifejlesztett mártógyufa, illetve az 1815 körül feltalált dörzsgyufa volt használatban; mindkettő fontos alkotórésze volt a kálium-klorát, de a felhasznált anyagkeverék robbanásveszélyes volt. Ekkoriban Rómer István is megpróbálkozott saját mártógyufa-recept kidolgozásával, ez 250 súlyrész kálium-klorátból, 328 súlyrész kénporból, 47-47 rész hegedűgyantából, gumiarábikumból és higany-szulfidból, valamint 31 rész tragantmézgából állt. Az így képezett gyújtókeverékbe mártott, majd megszárított gyufapálcikákat kénsavba mártással lehetett meggyújtani, a láng a keletkezett klór-dioxidtól lobbant fel. Rómer tökéletesítette a mártógyufa meggyújtási eljárását is, ötletes megoldásával – melynek lényege az volt, hogy a kénsavat azbeszttel itatta fel, amit csiszolt üvegdugós palackba helyezett – elérte, hogy az egyes gyufafejekre épp csak annyi kénsav tapadt, amennyire a gyújtáshoz szükséges volt, illetve a kénsav nem ömölhetett ki, így nem okozott kárt vagy sérülést a használójának.
Rómer dörzsgyufa gyártásával, majd kálium-klorátos foszforos gyújtóval is megpróbálkozott, de mindkét fajta gyújtónál problémát jelentett az öngyulladás veszélye, illetve a gyújtásukat kísérő, robbanásszerű hangjelenség. Tűzveszélyességük miatt 1835-ben be is tiltották ezeket a gyufákat, ezért Rómernek kifejezetten jól jött, hogy megismerhette, és megvásárolhatta Irinyi receptjét. Ő egyébként ezt a receptet is továbbfejlesztette, a kálium-klorátot ugyanis kihagyta a receptúrából, és ólom-nitráttal, majd míniummal helyettesítette azt.
Foszforos gyújtókeverékek készítésére elsőként ő kapott 5 évre szóló szabadalmat Ausztria-Magyarország területén, 1834. január 4-i dátummal. Két évvel később hasonló szabadalmat kapott ugyanezen találmányának tökéletesítésére, amit oly módon tett, hogy a gyufakészítéshez használt kálium-klorátot "peroxidmentessé" (klórdioxid-mentessé) tette. Irinyi találmányát Márki Sándor szerint 1836 közepén, Peremartoni Nagy Lajos pontosabbnak tűnő adata szerint pedig csak 1836. december 18-án jegyezték be, eszerint Rómer a foszforos gyújtók készítése terén csaknem három évvel előzte meg őt.
Arra vonatkozóan, hogy mennyit fizetett Rómer István Irinyi szabadalmáért, nem ismertek biztos adatok: több forrás 60 akkori forintot ír, egy forrás 80 forintról tud, de Irinyi egyik műegyetemi hallgatótársa a visszaemlékezéseiben 7000 forintot említ. Táplányi Endre összességében úgy vélte: az eltérő összegek ellenére korántsem volt csekély a találmányért adott honorárium, hiszen több mint valószínű, hogy Irinyi ebből a pénzből tudott három éven keresztül tanulni a berlini egyetemen és a hohenheimi mezőgazdasági akadémián; előbbi helyen még egy könyvet is kiadott, amely pályájának legnagyobb kémiai műve lett. Rómer érdeme volt az is, hogy ő vette először gyártásba, és ennélfogva ő ismertette meg a világgal Irinyi "biztonsági gyújtóját". Kettejük közös produktuma sokáig versenyképes maradt a piacon, a korábban ismert gyártmányokkal szemben, és csak az ún. svéd gyufa tudta kiszorítani, amely már nem tartalmazott mérgező fehérfoszfort, csak vörösfoszfort, ami jóval ártalmatlanabb az előbbinél.